# Marcin Pilarski
Marcin Pilarski (ur. 15 września 1982) – polski judoka.
Były zawodnik GKS Czarni Bytom (1996-2005). Dwukrotny brązowy medalista mistrzostw Polski seniorów w kategorii do 60 kg (2002, 2003). Ponadto m.in. młodzieżowy mistrz Polski 2003 i mistrz Polski policji 2015. Uczestnik mistrzostw Europy seniorów 2005 i młodzieżowych mistrzostw Europy 2004 (7 miejsce).